# John Lounsbery
John Lounsbery (Cincinnati, 9 marzo 1911 – Los Angeles, 13 febbraio 1976) è stato un disegnatore, regista e animatore statunitense.

## Biografia
Fu uno dei Nine Old Men. Iniziò a lavorare il 2 luglio del 1935 lavorando sotto la supervisione di Norman Ferguson. Ha lavorato come assistente all'animazione in Biancaneve e i sette nani, per poi essere accreditato già dal film successivo, Pinocchio.
Ha animato fra gli altri il Padre in Le avventure di Peter Pan; Tony, Joe, e alcuni dei cani in Lilli e il vagabondo; Il re ne La bella addormentata nel bosco; gli elefanti ne Il libro della giungla, e molti, molti altri.
Negli anni settanta è stato promosso al ruolo di regista, col cortometraggio Tigro e Winny-Puh a tu per tu, inserito poi nel classico disney Le avventure di Winnie the Pooh.
Morì a Los Angeles il 13 febbraio del 1976 a 64 anni per insufficienza cardiaca, mentre stava dirigendo Le avventure di Bianca e Bernie. Il film uscì postumo l'anno successivo.

## Filmografia

### Regista
- Le avventure di Winnie the Pooh (1977)
- Le avventure di Bianca e Bernie (1977)

### Animatore
- Biancaneve e i sette nani (1937) - non accreditato
- Pinocchio (1940)
- Dumbo (1941)
- I tre caballeros (1944)
- Musica maestro (1946)
- Bongo e i tre avventurieri (1947)
- Lo scrigno delle sette perle (1948)
- Le avventure di Ichabod e Mr. Toad (1949)
- Cenerentola (1950)
- Alice nel Paese delle Meraviglie (1951)
- Le avventure di Peter Pan (1953)
- Lilli e il vagabondo (1955)
- La bella addormentata nel bosco (1959)
- La carica dei 101 (1961)
- La spada nella roccia (1963)
- Il libro della giungla (1967)
- Gli Aristogatti (1970)
- Robin Hood (1973)
- Le avventure di Winnie the Pooh (1977)